# ضرسمة
ضُرْسُمَة (الاسم العلمي Cryptophasa)، جنس حشرات راشنة من العث وفصيلة الضرسميات.